# Marc Solal
Pour les articles homonymes, voir Solal (homonymie).
 (janvier 2009).
Si vous disposez d'ouvrages ou d'articles de référence ou si vous connaissez des sites web de qualité traitant du thème abordé ici, merci de compléter l'article en donnant les références utiles à sa vérifiabilité et en les liant à la section « Notes et références ».
Marc Solal est un plasticien, illustrateur et photographe français né le 9 juin 1952 à Tunis.

## Biographie
Marc Solal a développé à travers la photographie un travail à la fois humoristique et conceptuel sur la notion d'identité. Outre Doubles vies qui se fonde sur un principe simple : un même portrait photographique est présenté vis-à-vis de deux curriculum vitæ absolument dissemblables, l'un réel, l'autre imaginaire, il a réalisé Dimanche/Lundi, portraits d'une même personne en tenue de dimanche et en tenue de lundi ; Dix-sept portraits d'identité où il se représente sous les traits de personnages « banals » qu'on croirait avoir déjà croisés.
Il a également illustré des ouvrages jeunesse comme le best-seller La tête dans les nuages. Il est également l'auteur d'un recueil de nouvelles : Tout est beau.